# 原創網路動畫
原創網路動畫（英文：original net animation，缩写：ONA），是指藉由互聯網做為最初或主要發行管道的動畫作品。隨著20世紀末至21世紀初互聯網多媒體技術的不斷發展，ONA因應娛樂需求在互聯網嶄露頭角。相對傳統的電視動畫和動畫電影，原創網路動畫通常具有成本低廉、免費收看、帶有實驗性質等特點。

## 概述
ONA這名稱是由ランジェリー戦士パピヨンローゼ率先使用。儘管在日本，人們多稱之為網路動畫，然而此英文縮寫逐漸在日本以外各地廣泛流傳。
早期的原創網路動畫受到平均網速和各種硬件設備限制，多以線條簡單，色彩簡潔的Flash動畫為主；由于Flash矢量動畫的特性，只需很小的體積即可儲存大量訊息、方便傳播，很快開始在互聯網上流行起來。這時網路動畫的作者多以個人為主，內容則多為小品動畫或MV作品。
之後隨著網路硬體設備的升級，以及大批出現web 2.0影片分享網站，類似傳統動畫風格的高品質獨立制作作品則開始湧現。此一時期的網路動畫雖仍以個人電腦制作為主，卻大量使用2D或3DCG技術，作品細緻程度常常超過以往的Flash作品；此外，也有專門制作網路動畫的小型團體，有些動畫甚至有專業的配音演員加入。
現今，ONA的流行程度使其越來越受到社會和主流媒體的關注，已有商業團體著手與大型視訊網站合作、專門制作一些用於網路發布的商業動畫。例如同名漫畫改編的動畫《企鵝美眉》，于2008年4月直接透過流行視訊網站NICONICO動畫首度發布，隨後又以同樣管道推出第二季。